# Kim Holst Jensen

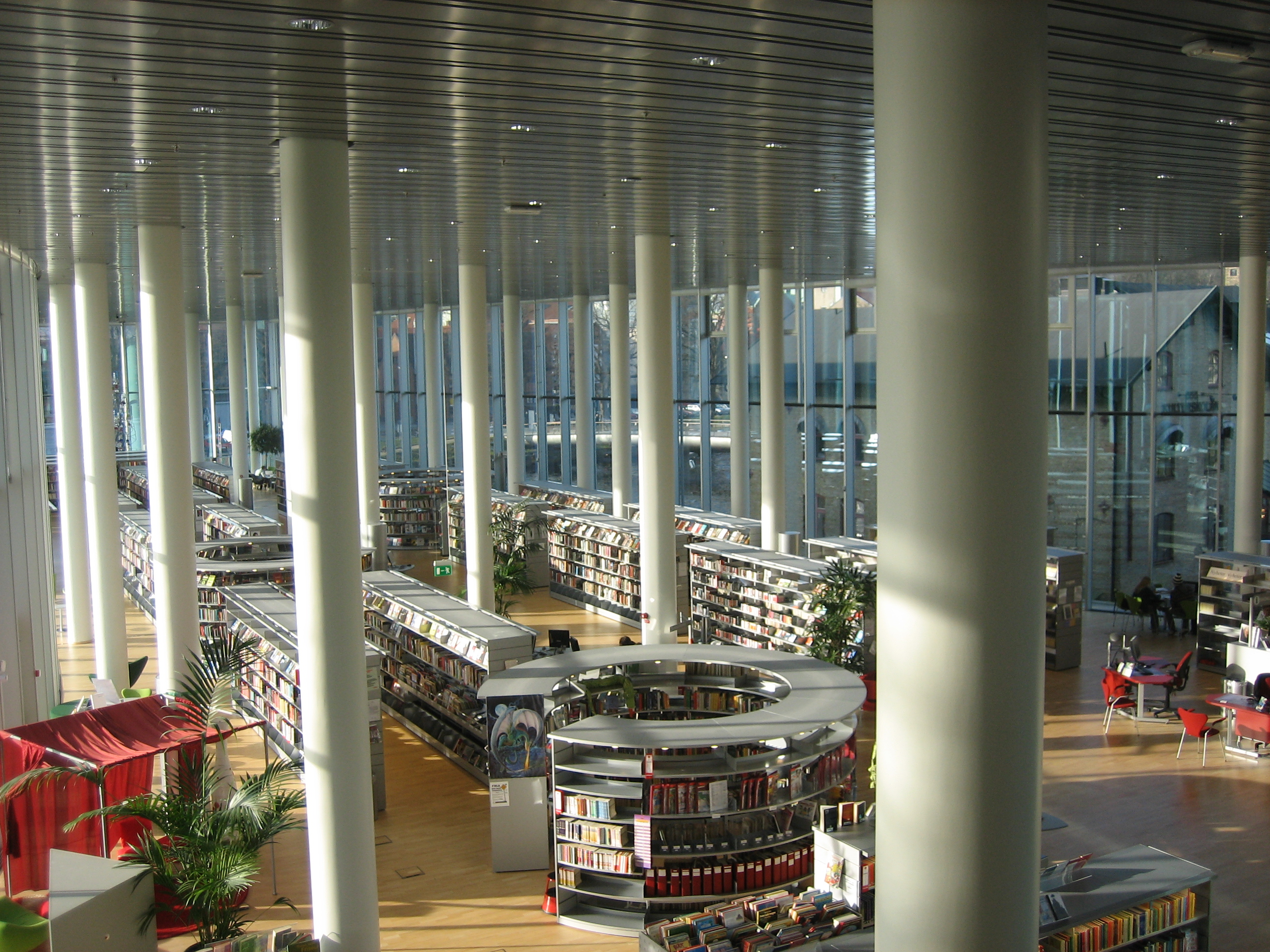
Halmstads stadsbibliotek

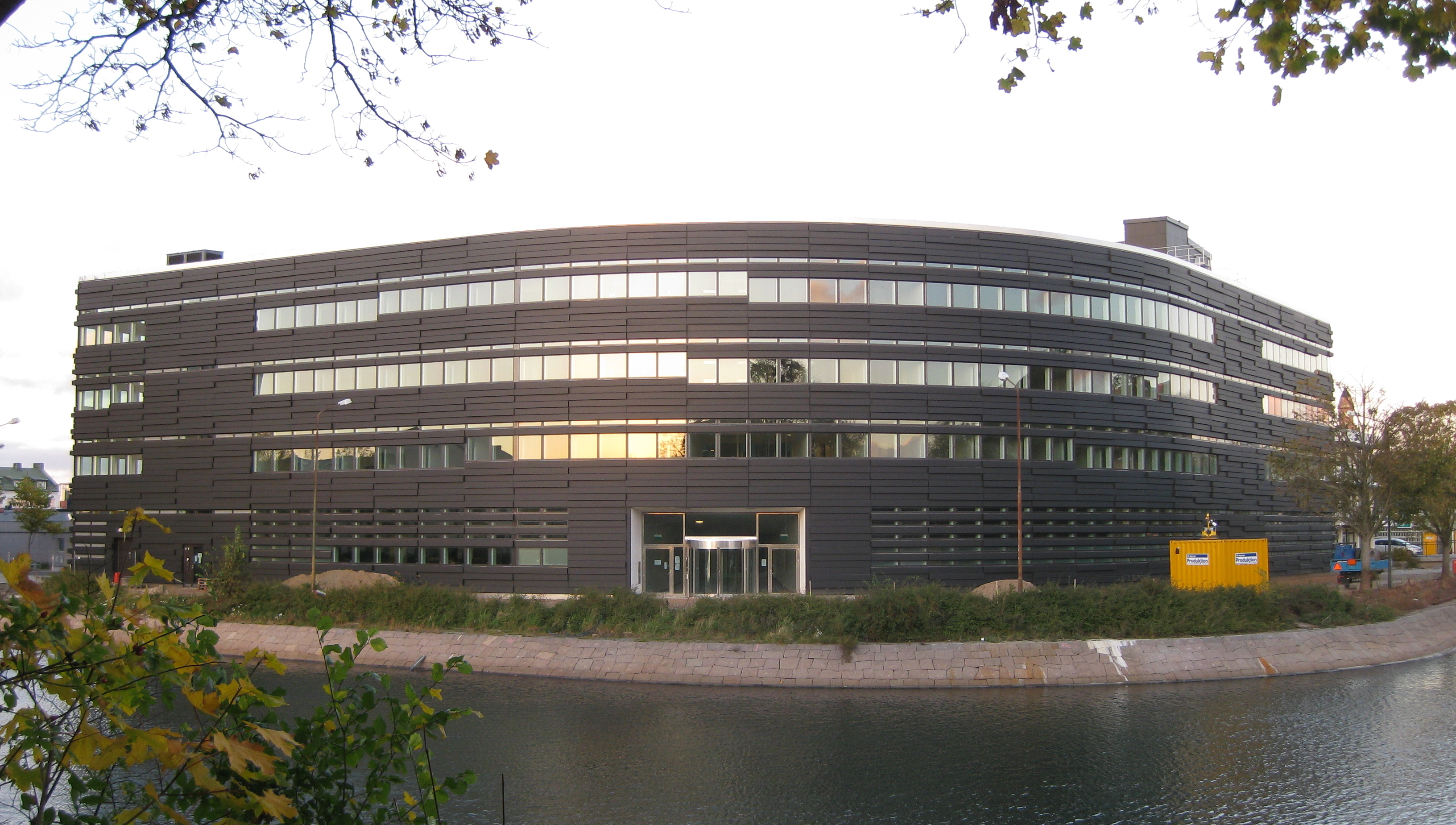
Hovrätten över Skåne och Blekinge i Malmö

Kim Holst Jensen, född 30 december 1964, är en dansk arkitekt.
Kim Holst Jensen utbildade sig på Arkitektskolen Aarhus, varifrån han utexaminerades 1991. Han är sedan 1998 delägare i den danska arkitektfirman Schmidt Hammer Lassen, där han arbetat sedan 1991.
Kim Holst Jensen fick Eckersbergmedaljen 2009. Han fick priset Helgjutet 2007 för Halmstads stadsbibliotek.

## Fotogalleri

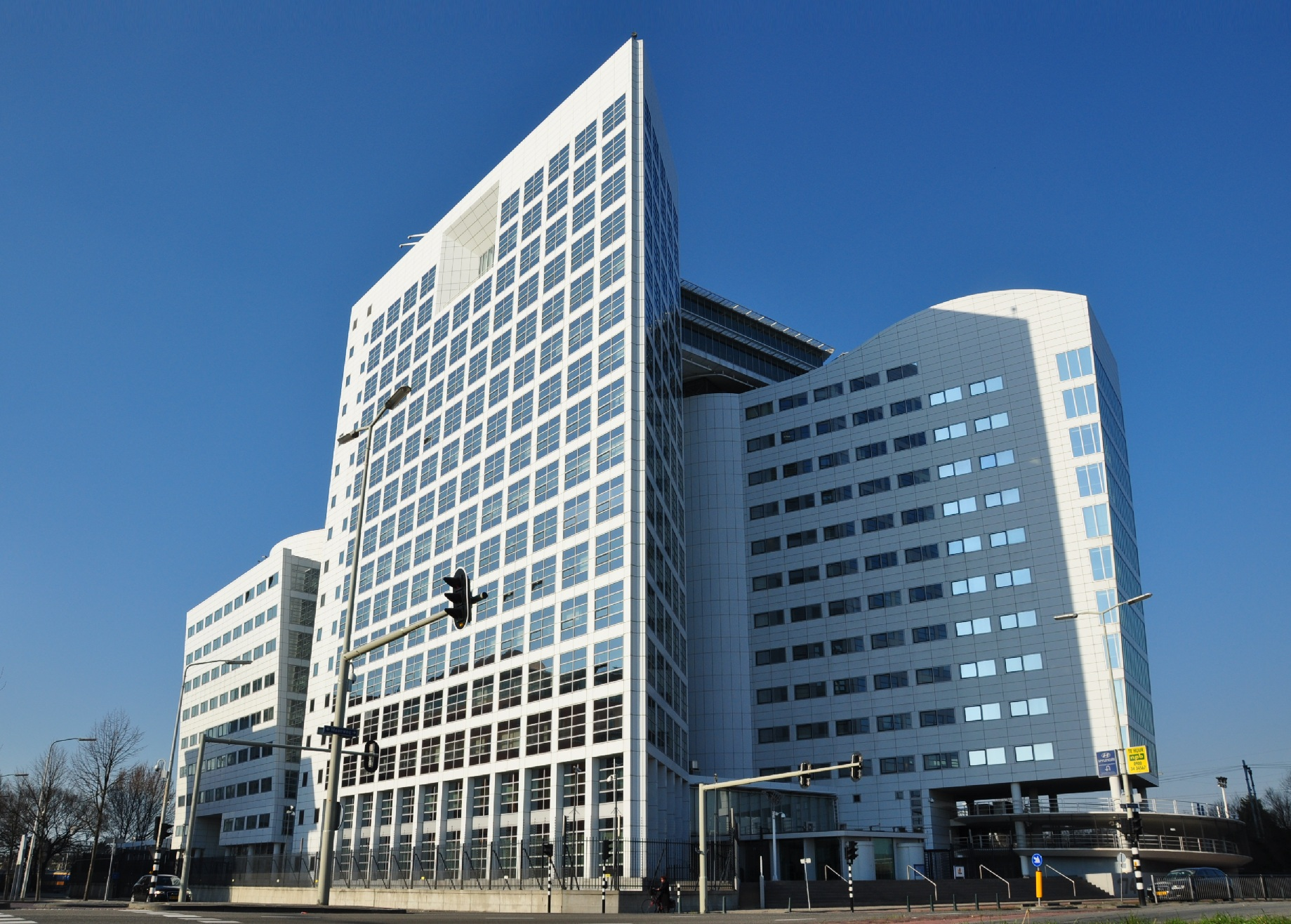
Tidligere bygning Internationella brottsmålsdomstolen (ICC) i Haag.
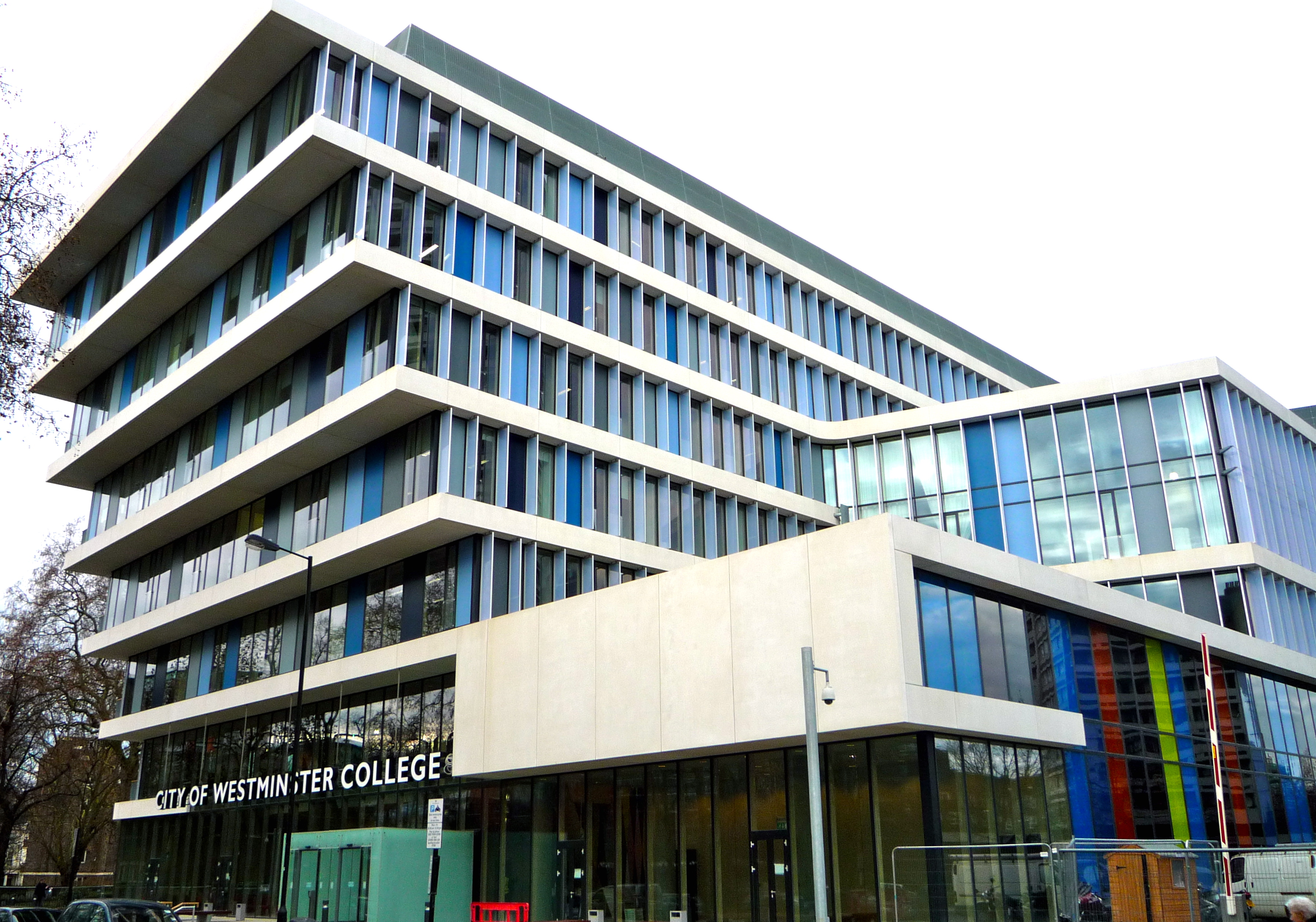
City of Westminster College i London.